# Biathlon-Weltcup in Nové Město na Moravě 2024/25
Der 7. Weltcup der Biathlonsaison 2024/25 fand im mährischen Nové Město na Moravě in der Tschechischen Republik statt. Die Wettkämpfe in der Vysočina Arena, dem Austragungsort zweier Weltmeisterschaften, wurden vom 3. bis 9. März 2025 ausgetragen.
Aufgrund einer aufgrund der Wetterbedingungen verschobenen Wettkampfentscheidung im Rahmen der Nordischen Skiweltmeisterschaften wurde der Männersprint am Donnerstagabend 20 Minuten später ausgetragen.

## Wettkampfprogramm
| Datum        | Männer              | Männer               | Frauen    | Frauen             |
| ------------ | ------------------- | -------------------- | --------- | ------------------ |
| Do, 06.03.25 | 18:20 Uhr 18:40 Uhr | Sprint (10 km)       |           |                    |
| Fr, 07.03.25 |                     |                      | 18:20 Uhr | Sprint (7,5 km)    |
| Sa, 08.03.25 | 14:55 Uhr           | Verfolgung (12,5 km) | 17:40 Uhr | Verfolgung (10 km) |
| So, 09.03.25 | 13:50 Uhr           | Staffel (4 × 7,5 km) | 16:45 Uhr | Staffel (4 × 6 km) |

## Teilnehmende Nationen und Athleten
Wenn Klammern um die Zahl der Athleten stehen, hat dies zur Bedeutung, dass vom entsprechenden Verband mehr Athleten für das Weltcupwochenende nominiert worden waren, als Startplätze in den Einzelrennen für die Nation zur Verfügung standen.
| Nation                 | Anzahl               | Athlet                                                                                                 | Athletin |
| Europa (21 Nationen)   | Europa (21 Nationen) | Europa (21 Nationen)                                                                                   | Europa (21 Nationen) |
| ---------------------- | -------------------- | --- | --- |
| Belgien                | (4)+(4)              | César Beauvais, Florent Claude, Thierry Langer, Marek Mackels                                          | Eve Bouvard, Maya Cloetens, Marisa Emonts, Lotte Lie                                                                               |
| Bulgarien              | (4)+4                | Wladimir Iliew, Wassil Saschew, Anton Sinapow, Blagoj Todew                                            | Lora Christowa, Walentina Dimitrowa, Marija Sdrawkowa, Milena Todorowa                                                             |
| Deutschland            | 6+6                  | Philipp Horn, Johannes Kühn, Philipp Nawrath, Danilo Riethmüller, Justus Strelow, David Zobel          | Marlene Fichtner, Selina Grotian, Franziska Preuß, Johanna Puff, Sophia Schneider, Julia Tannheimer                                |
| Estland                | (5)+4                | Mark-Markos Kehva, Kristo Siimer, Rasmus Tiislär, Mehis Udam, Rene Zahkna                              | Regina Ermits, Hanna-Brita Kaasik, Violetta Konopljova, Johanna Talihärm                                                           |
| Finnland               | 5+4                  | Olli Hiidensalo, Otto Invenius, Heikki Laitinen, Jaakko Ranta, Tero Seppälä                            | Erika Jänkä, Noora Kaisa Keränen, Sonja Leinamo, Suvi Minkkinen                                                                    |
| Frankreich             | 6+6                  | Émilien Claude, Fabien Claude, Quentin Fillon Maillet, Émilien Jacquelin, Oscar Lombardot, Éric Perrot | Justine Braisaz-Bouchet, Sophie Chauveau, Lou Jeanmonnot, Océane Michelon, Jeanne Richard, Julia Simon                             |
| Italien                | 6+6                  | Didier Bionaz, Patrick Braunhofer, Daniele Cappellari, Tommaso Giacomel, Lukas Hofer, Elia Zeni        | Hannah Auchentaller, Michela Carrara, Samuela Comola, Martina Trabucchi, Dorothea Wierer, Linda Zingerle                           |
| Lettland               | 4+(5)                | Renārs Birkentāls, Matīss Meirāns, Edgars Mise, Aleksandrs Patrijuks                                   | Baiba Bendika, Elza Bleidele, Sandra Buliņa, Sanita Buliņa, Estere Volfa                                                           |
| Litauen                | (4)+(4)              | Nikita Čigak, Jokūbas Mačkinė, Maksim Fomin, Vytautas Strolia                                          | Natalija Kočergina, Judita Traubaitė, Sara Urumova, Lidia Žurauskaitė                                                              |
| Moldau                 | 3+3                  | Pawel Magasejew, Maxim Makarow, Michail Ussow                                                          | Alla Ghilenko, Aljona Makarowa, Alina Stremous                                                                                     |
| Norwegen               | 6+6                  | Johannes Thingnes Bø, Tarjei Bø, Sturla Holm Lægreid, Vebjørn Sørum, Endre Strømsheim, Martin Uldal    | Ragnhild Femsteinevik, Marthe Kråkstad Johansen, Maren Kirkeeide, Karoline Offigstad Knotten, Ida Lien, Ingrid Landmark Tandrevold |
| Österreich             | 5+5                  | Simon Eder, Patrick Jakob, David Komatz, Felix Leitner, Fredrik Mühlbacher                             | Anna Gandler, Lisa Hauser, Anna Juppe, Lea Rothschopf, Tamara Steiner                                                              |
| Polen                  | (5)+5                | Konrad Badacz, Jan Guńka, Wojciech Skorusa, Fabian Suchodolski, Marcin Zawół                           | Daria Gembicka, Joanna Jakieła, Anna Nędza-Kubiniec, Natalia Sidorowicz, Kamila Żuk                                                |
| Rumänien               | 4+(4)                | George Buta, George Colțea, Raul Flore, Dmitri Schamajew                                               | Andreea Mezdrea, Adelina Rîmbeu, Jelena Tschirkowa, Anastassija Tolmatschowa                                                       |
| Schweden               | 6+6                  | Viktor Brandt, Jesper Nelin, Emil Nykvist, Martin Ponsiluoma, Sebastian Samuelsson, Malte Stefansson   | Sara Andersson, Ella Halvarsson, Anna-Karin Heijdenberg, Anna Magnusson, Hanna Öberg, Johanna Skottheim                            |
| Schweiz                | 5+5                  | Joscha Burkhalter, Dajan Danuser, Arnaud Du Pasquier, Niklas Hartweg, Sebastian Stalder                | Amy Baserga, Aita Gasparin, Elisa Gasparin, Lena Häcki-Groß, Susi Meinen                                                           |
| Slowakei               | 2+4                  | Damián Cesnek, Tomáš Sklenárik                                                                         | Paulína Bátovská Fialková, Ema Kapustová, Anastasiya Kuzmina, Mária Remeňová                                                       |
| Slowenien              | 4+3                  | Miha Dovžan, Jakov Fak, Lovro Planko, Toni Vidmar                                                      | Polona Klemenčič, Živa Klemenčič, Anamarija Lampič                                                                                 |
| Tschechien             | 5+(6)                | Vítězslav Hornig, Michal Krčmář, Jonáš Mareček, Tomáš Mikyska, Adam Václavík                           | Lucie Charvátová, Markéta Davidová, Jessica Jislová, Ilona Plecháčová, Tereza Vinklárková, Tereza Voborníková                      |
| Ukraine                | 4+(6)                | Anton Dudtschenko, Witalij Mandsyn, Dmytro Pidrutschnyj, Artem Tyschtschenko                           | Chrystyna Dmytrenko, Julija Dschyma, Olena Horodna, Oleksandra Merkuschyna, Iryna Petrenko, Daryna Tschalyk                        |
| Vereinigtes Königreich | 1                    | | Shawna Pendry |
| Amerika (2 Nationen)   |                      | | |
| Kanada                 | (4)+4                | Zachary Connelly, Gavin Johnston, Logan Pletz, Adam Runnalls                                           | Emma Lunder, Nadia Moser, Pascale Paradis, Benita Peiffer                                                                          |
| Vereinigte Staaten     | 4+4                  | Jake Brown, Maxime Germain, Paul Schommer, Campbell Wright                                             | Luci Anderson, Margie Freed, Deedra Irwin, Chloe Levins                                                                            |
| Asien (3 Nationen)     |                      | | |
| Kasachstan             | 4+(4)                | Kirill Bauer, Ässet Düissenow, Wladislaw Kirejew, Wadim Kurales                                        | Jelisaweta Belezkaja, Arina Krjukowa, Aischa Rakischewa, Galina Wischnewskaja-Scheporenko                                          |
| Südkorea               | 1                    | | Jekaterina Awwakumowa |
| Volksrepublik China    | 1+2                  | Gu Cang                                                                                                | Chu Yuanmeng, Tang Jialin |
| Ozeanien (1 Nation)    |                      | | |
| Australien             | 1                    | | Darcie Morton |

## Ausgangslage
Nach den Weltmeisterschaften gingen wie zuvor Franziska Preuß und nun erstmals Sturla Holm Lægreid als Gesamtweltcupführende an den Start.
Im Vergleich zum letzten Weltcupwochenende vor den Weltmeisterschaften und auch ebendieser Meisterschaft hatte es einige Änderungen im Athletenaufgebot der einzelnen Nationen gegeben. Der norwegische Verband hatte die gleichen Athleten wie bei der WM im Kader belassen, der freie sechste Startplatz ging an Marthe Kråkstad Johansen. Der schwedische Verband musste wie schon in Antholz auf Elvira Öberg verzichten, die aufgrund einer Erkältung keine Wettkämpfe bestreiten konnte, anstatt ihr ging Juniorenweltmeisterin Sara Andersson an den Start. Beim französischen Team übernahm Oscar Lombardot erstmals in dieser Saison den Startplatz von Antonin Guigonnat. Eine Änderung hatte es auch beim deutschen Verband gegeben, so bekam Marlene Fichtner den bei der WM nicht benötigten sechsten Startplatz im Damenfeld. Der Schweizer Verband hatte bei den Männern anstatt des immer noch kranken Jeremy Finello erstmals Arnaud Du Pasquier nominiert, bei den Damen lief Susi Meinen für die im IBU-Cup startende Lea Meier. Im italienischen Team wurde nach längerer Zeit wieder einmal die komplette Startquote genutzt, ein Comeback gab es in Form von Linda Zingerle, die erstmals seit gut dreieinhalb Jahren wieder im Weltcup lief. Auch im österreichischen Team hatte es zwei Athletenwechsel gegeben, Fabian Müllauer und Anna Andexer bestritten die Juniorenweltmeisterschaften und wurden durch Fredrik Mühlbacher und Lea Rothschopf vertreten.
Erstmals nach ihrer gesundheitsbedingten Pause bestritt Markéta Davidová wieder ein Weltcuprennen.

## Ergebnisse
| 7. Weltcup in Nové Město na Moravě, 3. bis 9. März 2025 | 7. Weltcup in Nové Město na Moravě, 3. bis 9. März 2025 | 7. Weltcup in Nové Město na Moravě, 3. bis 9. März 2025                       | 7. Weltcup in Nové Město na Moravě, 3. bis 9. März 2025                                             | 7. Weltcup in Nové Město na Moravě, 3. bis 9. März 2025                          |
| ------------------------------------------------------- | ------------------------------------------------------- | ----------------------------------------------------------------------------- | --------------------------------------------------------------------------------------------------- | -------------------------------------------------------------------------------- |
| Datum                                                   | Disziplin                                               | Erster Platz                                                                  | Zweiter Platz                                                                                       | Dritter Platz                                                                    |
| 6. März 2025 (Fr.)                                      | Sprint (10 km)                                          | Émilien Jacquelin                                                             | Tommaso Giacomel                                                                                    | Johannes Thingnes Bø                                                             |
| 7. März 2025 (Fr.)                                      | Sprint (7,5 km)                                         | Ingrid Landmark Tandrevold                                                    | Justine Braisaz-Bouchet                                                                             | Julia Simon                                                                      |
| 8. März 2025 (Sa.)                                      | Verfolgung (12,5 km)                                    | Sebastian Samuelsson                                                          | Tommaso Giacomel                                                                                    | Johannes Thingnes Bø                                                             |
| 8. März 2025 (Sa.)                                      | Verfolgung (10 km)                                      | Julia Simon                                                                   | Hanna Öberg                                                                                         | Océane Michelon                                                                  |
| 9. März 2025 (So.)                                      | Staffel (4 × 7,5 km)                                    | FrankreichÉmilien Claude Oscar Lombardot Fabien Claude Quentin Fillon Maillet | NorwegenMartin Uldal Tarjei Bø Sturla Holm Lægreid Johannes Thingnes Bø                             | UkraineArtem Tyschtschenko Witalij Mandsyn Anton Dudtschenko Dmytro Pidrutschnyj |
| 9. März 2025 (So.)                                      | Staffel (4 × 6 km)                                      | FrankreichLou Jeanmonnot Océane Michelon Justine Braisaz-Bouchet Julia Simon  | NorwegenKaroline Offigstad Knotten Ingrid Landmark Tandrevold Ragnhild Femsteinevik Maren Kirkeeide | DeutschlandJohanna Puff Julia Tannheimer Sophia Schneider Selina Grotian         |

## Verlauf

### Sprint

#### Männer
Start: Donnerstag, 6. März 2025, 18:40 Uhr
| Platz | Sportler               | Zeit        | Schießfehler |
| ----- | ---------------------- | ----------- | ------------ |
| 1     | Émilien Jacquelin      | 23:13,3 min | 0+0          |
| 2     | Tommaso Giacomel       | +19,8       | 1+0          |
| 3     | Johannes Thingnes Bø   | +20,9       | 2+0          |
| 4     | Éric Perrot            | +22,8       | 1+0          |
| 5     | Endre Strømsheim       | +27,0       | 0+1          |
| 6     | Jesper Nelin           | +32,8       | 0+0          |
| 7     | Quentin Fillon Maillet | +33,6       | 1+1          |
| 8     | Émilien Claude         | +37,0       | 1+0          |
| 9     | Campbell Wright        | +38,7       | 0+0          |
| 10    | Niklas Hartweg         | +40,6       | 0+0          |
| 0     |                        |             |              |
| 16    | David Komatz           | +1:00,9     | 0+0          |
| 19    | Justus Strelow         | +1:12,2     | 0+1          |
| 21    | Joscha Burkhalter      | +1:17,1     | 0+1          |
| 23    | Philipp Nawrath        | +1:20,9     | 0+2          |
| 25    | Philipp Horn           | +1:27,6     | 1+2          |
| 26    | David Zobel            | +1:28,8     | 0+1          |
| 29    | Simon Eder             | +1:36,1     | 0+1          |
| 39    | Florent Claude         | +1:56,6     | 1+0          |
| 42    | Danilo Riethmüller     | +2:04,3     | 2+2          |
| 44    | Patrick Braunhofer     | +2:10,6     | 1+0          |
| 45    | Daniele Cappellari     | +2:15,2     | 0+0          |
| 46    | Lukas Hofer            | +2:16,3     | 1+2          |
| 47    | Sebastian Stalder      | +2:16,5     | 0+1          |
| 50    | Johannes Kühn          | +2:25,4     | 1+3          |
| 56    | Patrick Jakob          | +2:32,9     | 1+1          |
| 58    | Fredrik Mühlbacher     | +2:40,3     | 0+1          |
| 61    | Didier Bionaz          | +2:45,7     | 3+1          |
| 66    | Felix Leitner          | +2:56,8     | 0+2          |
| 67    | Arnaud Du Pasquier     | +2:59,2     | 1+2          |
| 71    | Thierry Langer         | +3:02,8     | 0+2          |
| 72    | Dajan Danuser          | +3:03,8     | 1+2          |
| 76    | Elia Zeni              | +3:14,5     | 1+0          |
| 85    | Marek Mackels          | +3:55,2     | 0+3          |

Gemeldet: 98 
 Nicht am Start: 4
Dank makelloser Schießleistung gewann Émilien Jacquelin zum zweiten Mal in der Saison einen Sprint. Tommaso Giacomel hielt mit der schnellsten Schlussrunde Johannes Bø auf Distanz, dieser klassierte sich trotz zweier Schießfehler erneut auf dem Podest und kam bis auf zehn Punkte an den Gesamtweltcupführenden Lægreid, der nur Rang 14 belegte, heran. Zu seinem besten Saison- und zweitbesten Karriereergebnis lief Jesper Nelin, auch Émilien Claude erzielte sein zweitbestes Resultat der Karriere. Oscar Lombardot (18.) und Heikki Laitinen (27.) erreichten dieses Ergebnis ebenfalls.

#### Frauen
Start: Freitag, 7. März 2025, 18:20 Uhr
| Platz | Sportler                   | Zeit        | Schießfehler |
| ----- | -------------------------- | ----------- | ------------ |
| 1     | Ingrid Landmark Tandrevold | 19:13,5 min | 0+0          |
| 2     | Justine Braisaz-Bouchet    | +15,1       | 0+1          |
| 3     | Julia Simon                | +20,9       | 0+0          |
| 4     | Lou Jeanmonnot             | +27,1       | 0+1          |
| 5     | Lisa Hauser                | +37,0       | 0+0          |
| 6     | Karoline Offigstad Knotten | +37,3       | 0+0          |
| 7     | Suvi Minkkinen             | +38,3       | 0+0          |
| 8     | Milena Todorowa            | +40,3       | 0+0          |
| 9     | Dorothea Wierer            | +44,4       | 0+1          |
| 10    | Selina Grotian             | +47,2       | 0+1          |
| 0     |                            |             |              |
| 15    | Franziska Preuß            | +54,1       | 0+1          |
| 16    | Samuela Comola             | +54,8       | 0+0          |
| 18    | Amy Baserga                | +1:04,4     | 0+1          |
| 20    | Aita Gasparin              | +1:06,1     | 0+0          |
| 27    | Hannah Auchentaller        | +1:24,0     | 1+0          |
| 29    | Sophia Schneider           | +1:24,4     | 1+0          |
| 32    | Julia Tannheimer           | +1:30,1     | 1+1          |
| 33    | Michela Carrara            | +1:31,7     | 1+1          |
| 39    | Lotte Lie                  | +1:38,5     | 0+1          |
| 42    | Lena Häcki-Groß            | +1:42,0     | 2+0          |
| 44    | Lea Rothschopf             | +1:44,9     | 1+0          |
| 50    | Tamara Steiner             | +1:59,1     | 0+0          |
| 51    | Martina Trabucchi          | +2:02,1     | 0+1          |
| 52    | Maya Cloetens              | +2:02,4     | 0+2          |
| 56    | Anna Juppe                 | +2:07,2     | 0+2          |
| 58    | Marlene Fichtner           | +2:07,9     | 0+0          |
| 60    | Johanna Puff               | +2:12,0     | 0+1          |
| 61    | Eve Bouvard                | +2:14,4     | 0+2          |
| 67    | Elisa Gasparin             | +2:20,8     | 1+1          |
| 73    | Susi Meinen                | +2:38,8     | 0+2          |
| 81    | Linda Zingerle             | +2:59,7     | 0+2          |
| DNS   | Anna Gandler               |             |              |

Gemeldet: 103 
 Nicht am Start: 2
Erstmals in dieser Saison stand Ingrid Landmark Tandrevold ganz oben auf dem Siegertreppchen. Maßgeblich dafür war ein fehlerfreies Schießen sowie die zweitschnellste Kurszeit aller Athletinnen. Justine Braisaz-Bouchet und Julia Simon komplettierten das Podest, Lou Jeanmonnot machte mit Rang vier weitere Punkte in Bezug auf den Gewinn des Gesamtweltcups auf Franziska Preuß, die lediglich Rang 13 belegte, gut. Lisa Hauser erzielte ihr bestes Saisonergebnis, Minkkinen und Todorowa liefen ebenfalls erneut in die Top 10. Bei guten Bedingungen blieben viele der Athletinnen am Schießstand fehlerfrei, darunter auch Samuela Comola, die ebenfalls ihr bestes Saisonresultat erreichte. Ihre ersten Weltcuppunkte gewann Estere Volfa als 36., Markéta Davidová lief bei ihrer Weltcuprückkehr auf Platz 52.

### Verfolgung

#### Männer
Start: Samstag, 8. März 2025, 14:55 Uhr
| Platz | Sportler               | Zeit        | Schießfehler |
| ----- | ---------------------- | ----------- | ------------ |
| 1     | Sebastian Samuelsson   | 32:22,1 min | 0+0+0+0      |
| 2     | Tommaso Giacomel       | +26,4       | 1+1+0+0      |
| 3     | Johannes Thingnes Bø   | +38,7       | 0+1+1+1      |
| 4     | Quentin Fillon Maillet | +45,3       | 1+0+1+1      |
| 5     | Sturla Holm Lægreid    | +53,2       | 0+0+1+0      |
| 6     | Niklas Hartweg         | +1:14,8     | 1+0+0+0      |
| 7     | Martin Ponsiluoma      | +1:24,2     | 2+2+0+0      |
| 8     | Émilien Jacquelin      | +1:33,8     | 0+2+0+2      |
| 9     | Campbell Wright        | +1:41,9     | 1+1+1+1      |
| 10    | Oscar Lombardot        | +1:46,9     | 1+0+0+0      |
| 0     |                        |             |              |
| 16    | Florent Claude         | +2:17,6     | 0+0+0+0      |
| 19    | Philipp Horn           | +2:28,5     | 0+0+3+1      |
| 22    | Justus Strelow         | +2:41,5     | 0+0+0+1      |
| 23    | Joscha Burkhalter      | +2:41,5     | 1+0+0+1      |
| 24    | Simon Eder             | +2:46,9     | 1+0+1+0      |
| 26    | David Komatz           | +3:01,9     | 0+0+2+1      |
| 27    | Philipp Nawrath        | +3:09,6     | 0+0+2+2      |
| 29    | Sebastian Stalder      | +3:25,9     | 0+0+0+0      |
| 38    | David Zobel            | +4:31,6     | 0+3+0+0      |
| 40    | Johannes Kühn          | +4:53,5     | 0+1+2+3      |
| 41    | Danilo Riethmüller     | +5:00,4     | 2+2+0+2      |
| 45    | Patrick Braunhofer     | +5:43,5     | 0+1+0+2      |
| 48    | Daniele Cappellari     | +6:26,0     | 0+0+3+1      |
| 50    | Patrick Jakob          | +6:35,2     | 3+2+0+0      |
| 53    | Lukas Hofer            | +7:03,1     | 2+4+1+0      |
| 58    | Fredrik Mühlbacher     | +8:59,2     | 2+2+0+3      |

Gemeldet: 60 
 Nicht am Start: 2
Im Verfolgungsrennen der Herren traf Sebastian Samuelsson alle zwanzig Scheiben und sicherte sich damit seinen ersten Saisonsieg. Tommaso Giacomel und Johannes Thingnes Bø bestätigten ihre Platzierungen aus dem Sprint, Bø gewann damit auch mit fünf Punkten Vorsprung auf Sturla Holm Lægreid das gelbe Trikot zurück. Sprintsieger Émilien Jacquelin fiel auf Platz acht zurück, im Gegenzug verbesserten sich beispielsweise Hartweg und Ponsiluoma trotz Schießfehlern. Oscar Lombardot lief erstmals in seiner Karriere unter die besten Zehn in einem Weltcupeinzel. Florent Claude lief von 39 auf 16 und machte damit die meisten Positionen gut; alle Scheiben trafen Samuelsson, Claude, Michal Krčmář (20.) und Sebastian Stalder (21.).

#### Frauen
Start: Samstag, 8. März 2025, 17:40 Uhr
| Platz | Sportler                | Zeit        | Schießfehler |
| ----- | ----------------------- | ----------- | ------------ |
| 1     | Julia Simon             | 30:56,0 min | 0+1+0+0      |
| 2     | Hanna Öberg             | +17,2       | 0+1+0+1      |
| 3     | Océane Michelon         | +19,2       | 1+0+0+1      |
| 4     | Lou Jeanmonnot          | +20,4       | 0+0+0+2      |
| 5     | Selina Grotian          | +24,1       | 0+0+1+0      |
| 6     | Dorothea Wierer         | +29,6       | 0+0+0+1      |
| 7     | Justine Braisaz-Bouchet | +33,5       | 0+2+0+2      |
| 8     | Maren Kirkeeide         | +40,4       | 0+0+0+1      |
| 9     | Jeanne Richard          | +41,2       | 0+1+0+0      |
| 10    | Suvi Minkkinen          | +46,0       | 0+1+0+0      |
| 11    | Lisa Hauser             | +1:25,7     | 0+0+1+2      |
| 0     |                         |             |              |
| 13    | Franziska Preuß         | +1:48,6     | 3+0+0+0      |
| 14    | Samuela Comola          | +1:51,3     | 0+0+1+0      |
| 19    | Aita Gasparin           | +2:17,3     | 1+0+0+1      |
| 20    | Julia Tannheimer        | +2:19,1     | 1+0+2+0      |
| 21    | Michela Carrara         | +2:19,2     | 0+1+1+1      |
| 22    | Sophia Schneider        | +2:22,1     | 2+0+1+0      |
| 26    | Amy Baserga             | +2:38,5     | 1+2+1+0      |
| 27    | Lotte Lie               | +2:39,3     | 1+0+0+0      |
| 38    | Hannah Auchentaller     | +3:29,5     | 1+2+0+2      |
| 40    | Lea Rothschopf          | +3:44,0     | 1+0+1+1      |
| 42    | Lena Häcki-Groß         | +4:05,1     | 0+2+1+3      |
| 43    | Tamara Steiner          | +4:06,1     | 1+0+1+0      |
| 45    | Anna Juppe              | +4:08,3     | 1+0+1+2      |
| 47    | Martina Trabucchi       | +4:17,8     | 1+0+1+1      |
| 49    | Johanna Puff            | +4:23,9     | 1+1+0+1      |
| 51    | Marlene Fichtner        | +4:47,3     | 0+0+1+1      |
| DNF   | Maya Cloetens           |             | 1+0          |

Gemeldet: 60 
 Nicht am Start: 2 
 Nicht beendet: 2
Wie bei den Männern gab es durch Julia Simon einen Premierensieg in der Saison, dies gelang der Französin mit neunzehn Treffern ziemlich souverän. Hanna Öberg und Océane Michelon liefen jeweils von Ausgangspositionen jenseits der Top 10 auf das Podest, für Michelon war es gleichzeitig ihr erster Podiumsplatz in einem Einzelwettkampf. Wie auch im Herrenrennen fiel die Sprintsiegerin Ingrid Landmark Tandrevold nach fünf Fehlern im Stehendanschlag auf Rang 17 zurück, Lou Jeanmonnot gelang es, den Abstand im Gesamtweltcup zu Franziska Preuß weiter zu verkleinern. Unter den Athletinnen in den Punkterängen machte Paulína Bátovská Fialková (46 auf 28) die meisten Plätze gut, jedoch gelang es keiner Sportlerin, alle zwanzig Scheiben zu treffen.

### Staffel

#### Männer
Start: Sonntag, 9. März 2025, 13:50 Uhr
| Platz | Land        | Sportler                                                                  | Zeit        | Strafrunden + Nachlader            |
| ----- | ----------- | ------------------------------------------------------------------------- | ----------- | ---------------------------------- |
| 1     | Frankreich  | Émilien Claude Oscar Lombardot Fabien Claude Quentin Fillon Maillet       | 1:16:24,3 h | 0+1 0+2 0+0 0+0 0+0 0+1 0+0 0+0    |
| 2     | Norwegen    | Martin Uldal Tarjei Bø Sturla Holm Lægreid Johannes Thingnes Bø           | +1:26,6     | 0+1 0+0 0+0 0+2 0+2 0+0 0+0 1+3    |
| 3     | Ukraine     | Artem Tyschtschenko Witalij Mandsyn Anton Dudtschenko Dmytro Pidrutschnyj | +2:45,4     | 0+0 0+2 0+2 0+1 0+0 0+0 0+1 0+1    |
| 4     | Deutschland | David Zobel Philipp Nawrath Johannes Kühn Philipp Horn                    | +2:57,1     | 0+1 1+3 0+1 0+1 0+0 3+3 0+0 0+1    |
| 5     | Österreich  | Felix Leitner Simon Eder David Komatz Patrick Jakob                       | +4:07,2     | 0+0 0+3 0+0 0+1 0+1 0+2 0+0 0+3    |
| 6     | Italien     | Daniele Cappellari Tommaso Giacomel Patrick Braunhofer Didier Bionaz      | +4:28,8     | 0+0 1+3 0+1 0+1 0+0 0+0 2+3 2+3    |
| 7     | Schweden    | Viktor Brandt Jesper Nelin Martin Ponsiluoma Sebastian Samuelsson         | +4:42,7     | 0+0 1+3 1+3 3+3 1+3 0+2 0+1 0+1    |
| 8     | Slowenien   | Miha Dovžan Jakov Fak Toni Vidmar Lovro Planko                            | +4:47,8     | 0+2 0+2 0+0 0+0 0+1 2+3 0+0 1+3    |
| 9     | Schweiz     | Sebastian Stalder Joscha Burkhalter Niklas Hartweg Arnaud Du Pasquier     | +4:51,7     | 0+0 0+3 0+0 0+2 0+3 0+0 0+2 3+3    |
| 10    | Tschechien  | Tomáš Mikyska Vítězslav Hornig Jonáš Mareček Michal Krčmář                | +5:46,8     | 0+0 0+1 0+3 1+3 1+3 0+3 0+0 1+3    |
| 0     |             |                                                                           |             |                                    |
| 16    | Belgien     | Florent Claude Thierry Langer Marek Mackels César Beauvais                |             | 0+3 0+3 0+1 0+0 2+3 2+3 überrundet |

Gemeldet: 21 Staffeln 
 Nicht am Start: 2 
 Überrundet: 4
Auch den letzten Staffelwettkampf der Weltcupsaison gewannen die Franzosen, Fillon Maillet setzte sich dabei beim letzten Schießen deutlich von Bø ab. Mit einem zeitlich großen Rückstand, aber einer überzeugenden Schlussrunde, setzte sich Pidrutschnyj von Horn ab und sicherte dem Team damit das erste ukrainische Staffelpodest bei den Männern seit März 2020, ebenfalls in Nové Město. Die Österreicher erzielten ihr bestes Saisonergebnis; einige weitere Staffeln verpassten einen möglichen Podestplatz beim letzten Schießen aufgrund von Strafrunden.

#### Frauen
Start: Sonntag, 9. März 2025, 16:45 Uhr
| Platz | Land        | Sportler                                                                              | Zeit        | Strafrunden + Nachlader         |
| ----- | ----------- | ------------------------------------------------------------------------------------- | ----------- | ------------------------------- |
| 1     | Frankreich  | Lou Jeanmonnot Océane Michelon Justine Braisaz-Bouchet Julia Simon                    | 1:11:11,1 h | 0+0 0+0 0+0 0+0 0+3 0+1 0+1 0+0 |
| 2     | Norwegen    | Karoline Offigstad Knotten Ingrid L. Tandrevold Ragnhild Femsteinevik Maren Kirkeeide | +25,1       | 0+3 0+2 0+1 0+1 0+0 0+2         |
| 3     | Deutschland | Johanna Puff Julia Tannheimer Sophia Schneider Selina Grotian                         | +47,6       | 0+1 0+0 0+0 0+1 0+3 0+1 0+2 0+0 |
| 4     | Schweiz     | Amy Baserga Aita Gasparin Elisa Gasparin Lena Häcki-Groß                              | +1:36,3     | 0+1 0+1 0+1 0+0 0+1 0+1 0+2 0+1 |
| 5     | Österreich  | Lea Rothschopf Lisa Hauser Tamara Steiner Anna Juppe                                  | +2:29,4     | 0+0 0+1 0+1 0+0 0+2 0+3 0+0 1+3 |
| 6     | Schweden    | Johanna Skottheim Anna Magnusson Sara Andersson Hanna Öberg                           | +2:34,9     | 0+3 1+3 0+0 0+1 0+1 0+2 0+0 1+3 |
| 7     | Italien     | Samuela Comola Dorothea Wierer Michela Carrara Hannah Auchentaller                    | +2:44,0     | 0+0 0+3 0+2 0+0 0+2 0+1 0+3 0+2 |
| 8     | Tschechien  | Jessica Jislová Tereza Voborníková Ilona Plecháčová Lucie Charvátová                  | +3:07,0     | 0+0 0+0 0+0 0+0 0+2 0+1 0+1 2+3 |
| 9     | Polen       | Natalia Sidorowicz Anna Nędza-Kubiniec Daria Gembicka Joanna Jakieła                  | +3:29,2     | 0+1 0+1 0+0 0+3 0+1 0+0 0+0 1+3 |
| 10    | Bulgarien   | Walentina Dimitrowa Milena Todorowa Marija Sdrawkowa Lora Christowa                   | +3:30,5     | 1+3 0+1 0+0 0+1 0+1 0+2 0+0 0+2 |
| 0     |             |                                                                                       |             |                                 |
| 16    | Belgien     | Lotte Lie Maya Cloetens Eve Bouvard Marisa Emonts                                     | +6:03,8     | 0+1 0+1 0+1 0+1 0+2 0+1 0+0 0+3 |

Gemeldet und am Start: 21 Staffeln 
 Überrundet: 4
Nach dem WM-Titel liefen die Französinnen auch in Nové Město zum Sieg, dabei war der erste Platz über die Gesamtheit des Rennens nicht gefährdet. Hinter den Norwegerinnen klassierte sich die deutsche Staffel auf Platz drei, obwohl Franziska Preuß nicht eingesetzt wurde. Die Schweiz und Österreich liefen zu ihrem jeweils besten Saisonergebnis. Die Bulgarinnen liefen zu ihrem ersten Top-10-Platz mit der Staffel seit Februar 2019 und dem generell zweiten Top-10-Platz in den letzten zwanzig Jahren, Lettland lief auf Rang 11 und verwirklichten damit das zweitbeste Ergebnis in der Geschichte.

## Auswirkungen

### Auf den Gesamtweltcup
| Rang | Name                   | Punkte | Siege | Verän- derung |
| ---- | ---------------------- | ------ | ----- | ------------- |
| 1    | Johannes Thingnes Bø   | 936    | 3     |               |
| 2    | Sturla Holm Lægreid    | 931    | 2     |               |
| 3    | Émilien Jacquelin      | 694    | 2     |               |
| 4    | Éric Perrot            | 670    | 1     |               |
| 5    | Sebastian Samuelsson   | 669    | 1     |               |
| 6    | Tommaso Giacomel       | 615    | 1     |               |
| 7    | Tarjei Bø              | 600    | 2     |               |
| 8    | Quentin Fillon Maillet | 586    | 1     |               |
| 9    | Vebjørn Sørum          | 549    | 1     |               |
| 10   | Fabien Claude          | 481    | 0     |               |

| Rang | Name                    | Punkte | Siege | Verän- derung |
| ---- | ----------------------- | ------ | ----- | ------------- |
| 1    | Franziska Preuß         | 933    | 2     |               |
| 2    | Lou Jeanmonnot          | 897    | 6     |               |
| 3    | Julia Simon             | 685    | 1     |               |
| 4    | Jeanne Richard          | 590    | 0     |               |
| 5    | Océane Michelon         | 588    | 0     |               |
| 6    | Elvira Öberg            | 571    | 2     |               |
| 7    | Selina Grotian          | 563    | 1     |               |
| 8    | Justine Braisaz-Bouchet | 542    | 1     |               |
| 9    | Suvi Minkkinen          | 531    | 0     |               |
| 10   | Maren Kirkeeide         | 445    | 0     |               |

### Auf den Staffelweltcup
Sowohl bei den Herren als auch bei den Damen ging die kleine Kristallkugel nach Frankreich. Dabei betrug der Vorsprung im Männerfeld auf die zweitplatzierten Norweger fast 100 Punkte. Auf den Rängen drei, vier und fünf beendeten Schweden, Deutschland und die Ukraine den Winter. Italien, die Schweiz und Österreich belegten die Ränge 7, 9 und 10; Belgien erreichte Platz 14. Die Entscheidung über die Wertung der Frauenstaffel war weniger deutlich und bis zum Schluss umkämpft: Dank des Sieges in Nové Město schoben sich die Französinnen um 30 Punkte an den Schwedinnen vorbei, Norwegen komplettierte mit fünf weiteren Punkten Rückstand das Podest. Mit Deutschland, Italien, der Schweiz, und Österreich folgten die deutschsprachigen Nationen auf den weiteren Plätzen; Belgien stellte im Verlauf des Winters erstmals Damenstaffeln und belegte Platz 21.

## Debütanten
Folgende Athleten nahmen zum ersten Mal an einem Biathlon-Weltcup teil. Dabei kann es sich sowohl um Individualrennen, als auch um Staffelrennen handeln.
| Männer             | Frauen               |
| ------------------ | -------------------- |
| Rasmus Tiislär     | ( Marisa Emonts)     |
| Matīss Meirāns     | Violetta Konopljova  |
| Arnaud Du Pasquier | ( Aischa Rakischewa) |
|                    | Anna Nędza-Kubiniec  |
|                    | ( Adelina Rîmbeu)    |
|                    | ( Ilona Plecháčová)  |

Die in Klammern geführten Athleten nahmen bereits an den Weltmeisterschaften teil.